# WTA-toernooi van Stockholm
Het WTA-toernooi van Stockholm is een voormalig tennistoernooi voor vrouwen dat in 2002 en 2003 plaatsvond in Espoo nabij de Finse hoofdstad Helsinki, en van 2004 tot en met 2008 in de Zweedse hoofdstad Stockholm. De officiële naam van het toernooi was Nordea Nordic Light Open.
De WTA organiseerde het toernooi dat in de categorie "Tier IV" viel en werd gespeeld op gravel (Helsinki) respectievelijk hardcourt (Stockholm).
Ook in de twintigste eeuw vond het toernooi al enkele keren in Stockholm en Helsinki plaats.
In 2009 werd het opgevolgd door het WTA-toernooi van Båstad.

## Toernooilocaties
- 1969: Stockholm (Zweden)
- 1973: Helsinki (Finland)
- 1975, 1979, 1980: Stockholm (Zweden)
- 2002–2003: Espoo nabij Helsinki (Finland)
- 2004–2008: Stockholm (Zweden)

## Enkel- en dubbelspeltitel in één jaar
| speelster            | in het jaar |
| -------------------- | ----------- |
| Billie Jean King     | 1969        |
| Svetlana Koeznetsova | 2002        |
| Alicia Molik         | 2004        |
| Katarina Srebotnik   | 2005        |

## Finales

### Enkelspel
| Datum      | Naam                          | Cat.          | ($)           | Ondergrond        | Winnares             | Verliezend finaliste | Uitslag       |               |
| ---------- | ----------------------------- | ------------- | ------------- | ----------------- | -------------------- | -------------------- | ------------- | ------------- |
| 1969-11-23 | Scandinavian Open Indoors (S) |               |               | tapijt, binnen    | Billie Jean King     | Julie Heldman        | 9-7, 6-2      |               |
| 1970–1972  | geen toernooi                 | geen toernooi | geen toernooi | geen toernooi     | geen toernooi        | geen toernooi        | geen toernooi | geen toernooi |
| 1973-01-29 | Scandinavian Indoors (H)      |               |               | tapijt, binnen    | Ingrid Bentzer       | Jackie Fayter        | 6-2, 3-6, 6-2 | [ 4 ]         |
| 1974       | geen toernooi                 | geen toernooi | geen toernooi | geen toernooi     | geen toernooi        | geen toernooi        | geen toernooi | geen toernooi |
| 1975-10-31 | Stockholm Open (S)            |               | 30.000        | tapijt, binnen    | Virginia Wade        | Françoise Dürr       | 6-3, 4-6, 7-5 |               |
| 1976–1978  | geen toernooi                 | geen toernooi | geen toernooi | geen toernooi     | geen toernooi        | geen toernooi        | geen toernooi | geen toernooi |
| 1979-10-29 | Stockholm Open (S)            |               | 35.000        | tapijt, binnen    | Billie Jean King     | Betty Stöve          | 6-3, 6-7, 7-5 |               |
| 1980-10-27 | Stockholm Open (S)            |               | 75.000        | tapijt, binnen    | Hana Mandlíková      | Bettina Bunge        | 6-2, 6-2      |               |
| 1981–2001  | geen toernooi                 | geen toernooi | geen toernooi | geen toernooi     | geen toernooi        | geen toernooi        | geen toernooi | geen toernooi |
| 2002-08-05 | Nordea Nordic Light Open (H)  | Tier IV       | 140.000       | gravel, buiten    | Svetlana Koeznetsova | Denisa Chládková     | 0-6, 6-3, 7-6 | details       |
| 2003-08-04 | Nordea Nordic Light Open (H)  | Tier IV       | 140.000       | gravel, buiten    | Anna Pistolesi       | Jelena Kostanić      | 4-6, 6-4, 6-0 | details       |
| 2004-08-02 | Nordea Nordic Light Open (S)  | Tier IV       | 140.000       | hardcourt, buiten | Alicia Molik         | Tetjana Perebyjnis   | 6-1, 6-1      | details       |
| 2005-08-08 | Nordea Nordic Light Open (S)  | Tier IV       | 140.000       | hardcourt, buiten | Katarina Srebotnik   | Anastasia Myskina    | 7-5, 6-2      | details       |
| 2006-08-07 | Nordea Nordic Light Open (S)  | Tier IV       | 145.000       | hardcourt, buiten | Zheng Jie            | Anastasia Myskina    | 6-4, 6-1      | details       |
| 2007-07-30 | Nordea Nordic Light Open (S)  | Tier IV       | 145.000       | hardcourt, buiten | Agnieszka Radwańska  | Vera Doesjevina      | 6-1, 6-1      | details       |
| 2008-07-28 | Nordea Nordic Light Open (S)  | Tier IV       | 145.000       | hardcourt, buiten | Caroline Wozniacki   | Vera Doesjevina      | 6-0, 6-2      | details       |

- Legenda: (H) = Helsinki/Espoo; (S) = Stockholm

### Dubbelspel
| Datum      | Naam                          | Cat.          | ($)           | Ondergrond        | Winnaressen                                    | Verliezend finalistes                    | Uitslag          |               |
| ---------- | ----------------------------- | ------------- | ------------- | ----------------- | ---------------------------------------------- | ---------------------------------------- | ---------------- | ------------- |
| 1969-11-23 | Scandinavian Open Indoors (S) |               |               | tapijt, binnen    | Rosie Casals Billie Jean King                  | Françoise Dürr Julie Heldman             | 6-4, 6-4         |               |
| 1970–1972  | geen toernooi                 | geen toernooi | geen toernooi | geen toernooi     | geen toernooi                                  | geen toernooi                            | geen toernooi    | geen toernooi |
| 1973-01-29 | Scandinavian Indoors (H)      |               |               | tapijt, binnen    | Ingrid Bentzer Mimmi Wikstedt                  | Lindsey Beaven Jackie Fayter             | 6-0, 6-3         | [ 4 ]         |
| 1974       | geen toernooi                 | geen toernooi | geen toernooi | geen toernooi     | geen toernooi                                  | geen toernooi                            | geen toernooi    | geen toernooi |
| 1975-10-31 | Stockholm Open (S)            |               | 30.000        | tapijt, binnen    | Françoise Dürr Betty Stöve                     | Evonne Goolagong Virginia Wade           | 6-3, 6-4         |               |
| 1976–1978  | geen toernooi                 | geen toernooi | geen toernooi | geen toernooi     | geen toernooi                                  | geen toernooi                            | geen toernooi    | geen toernooi |
| 1979-10-29 | Stockholm Open (S)            |               | 35.000        | tapijt, binnen    | Wendy Turnbull Betty Stöve                     | Billie Jean King Ilana Kloss             | 7-5, 7-6         |               |
| 1980-10-27 | Stockholm Open (S)            |               | 75.000        | tapijt, binnen    | Mima Jaušovec Virginia Ruzici                  | Hana Mandlíková Betty Stöve              | 6-2, 6-1         |               |
| 1981–2001  | geen toernooi                 | geen toernooi | geen toernooi | geen toernooi     | geen toernooi                                  | geen toernooi                            | geen toernooi    | geen toernooi |
| 2002-08-05 | Nordea Nordic Light Open (H)  | Tier IV       | 140.000       | gravel, buiten    | Svetlana Koeznetsova Arantxa Sánchez Vicario   | Eva Bes MJ Martínez Sánchez              | 6-3, 6-7, 6-3    | details       |
| 2003-08-04 | Nordea Nordic Light Open (H)  | Tier IV       | 140.000       | gravel, buiten    | Jevgenia Koelikovskaja Olena Tatarkova         | Tetjana Perebyjnis Silvija Talaja        | 6-2, 6-4         | details       |
| 2004-08-02 | Nordea Nordic Light Open (S)  | Tier IV       | 140.000       | hardcourt, buiten | Alicia Molik Barbara Schett                    | Emmanuelle Gagliardi Anna-Lena Grönefeld | 6-3, 6-3         | details       |
| 2005-08-08 | Nordea Nordic Light Open (S)  | Tier IV       | 140.000       | hardcourt, buiten | Émilie Loit Katarina Srebotnik                 | Eva Birnerová Mara Santangelo            | 6-4, 6-3         | details       |
| 2006-08-07 | Nordea Nordic Light Open (S)  | Tier IV       | 145.000       | hardcourt, buiten | Eva Birnerová Jarmila Gajdošová                | Yan Zi Zheng Jie                         | 0-6, 6-4, 6-2    | details       |
| 2007-07-30 | Nordea Nordic Light Open (S)  | Tier IV       | 145.000       | hardcourt, buiten | Anabel Medina Garrigues Virginia Ruano Pascual | Chan Chin-wei Tetiana Luzhanska          | 6-1, 5-7, [10-6] | details       |
| 2008-07-28 | Nordea Nordic Light Open (S)  | Tier IV       | 145.000       | hardcourt, buiten | Iveta Benešová B Záhlavová-Strýcová            | Petra Cetkovská Lucie Šafářová           | 7-5, 6-4         | details       |

- Legenda: zie bij enkelspel.

2002 · 2003 · 2004 · 2005 · 2006 · 2007 · 2008
ITF-toernooien (mannen en vrouwen)

ATP-toernooien (mannen) – ATP-seizoen 2025

WTA-toernooien (vrouwen) – WTA-seizoen 2025

Voormalige toernooien mannen
Voormalige toernooien vrouwen
Voormalige amateurtoernooien